# Джон Ричардсън
Сър Джон Ричардсън (на английски: John Richardson) е шотландски военноморски лекар, натуралист, полярен изследовател.

## Ранни години (1787 – 1819)
Роден е на 5 ноември 1787 година в Дъмфрийс, Шотландия, най-възрастният от дванадесетте деца на Габриел Ричардсън – пивовар, и Ан Муундел. Получава медицинско образование в Единбургския университет, а изпитите за лекар полага през 1807 в Лондонския Кралски хирургически колеж. Постъпва като хирург във Кралския военноморския флот, където служи 48 години и извървява пътя от асистент-хирург до главен инспектор на военноморските болници.
През 1814 г. Ричардсън е назначен за хирург на кралските морски пехотинци в Халифакс, Северна Америка. След завръщането си записва докторантура в Единбурския университет по медицина, ботаника и минералогия. Завършва през 1816 с дисертационен труд за болестта жълта треска, с която се сблъсква в Северна Америка.

## Изследователска дейност (1819 – 1849)
През 1819 – 1822 участва като лекар и натуралист, а през 1825 – 1827 – като лекар, натуралист и заместник-началник в експедициите на Джон Франклин.
През 1826 г., като ръководител на самостоятелен отряд, картира северния бряг на Голямото Мече езеро. В северната му част открива залива Диз Арм и вливащата се в него река Диз. През юли и август 1826, след като Франклин разделя експедицията на два отряда, Ричардсън с лодките „Долфин“ и „Юниън“ изследва северното крайбрежие на Северна Америка от залива Маккензи на запад до устието на река Копърмейн на изток (114º з.д.) – над 1500 км. На изток от залива Ливърпул, на 70°38′ с. ш. 128°14′ з. д. / 70.633333° с. ш. 128.233333° з. д., открива нос Батърст, на югоизток от него – залива Франклин, а на изток от него – залива Дарнли (69°35′ с. ш. 123°40′ з. д. / 69.583333° с. ш. 123.666667° з. д.) и разположения между тях п-ов Пари. Открива южното крайбрежие на п-ов Уолластон (югозападната част на остров Виктория), протока Долфин енд Юниън (на юг от него) и залива Коронейшън (7 август, вторично, 68°10′ с. ш. 112°40′ з. д. / 68.166667° с. ш. 112.666667° з. д.). В югозападния ъгъл на залива открива устието на река Ричардсън. Изкачва се по река Копърмейн и по левия ѝ приток река Кендал (открита от него) и по река Диз на 1 септември се спуска до Голямото Мече езеро. През есента на 1827 експедицията се прибира в Англия.
През 1846 Ричардсън е посветен в рицарско звание, а през 1848 – 1849 участва в експедицията на Джеймс Кларк Рос за търсене на Джон Франклин. Самостоятелно изследва брега на Северна Америка от устието на Маккензи до п-ов Бутия, но не намира никакви следи от изчезналия екипаж на Джон Франклин. През ноември 1849 се завръщат в Англия.

## Следващи години (1849 – 1865)
Ричардсън се проявява и като талантлив писател-популяризатор, пишещ на естествено-исторически теми. Написва няколко книги на тема арктическа биология и ихтиология.
След 48 години като военноморски лекар през 1855 се пенсионира. Оттегля се със семейството си в селището Грасмер в община Южен Лейкланд, където умира на 5 юни 1865 година на 77-годишна възраст.

## Памет
Неговото име носят:
- залив Джон Ричардсън (80°10′ с. ш. 71°21′ з. д. / 80.166667° с. ш. 71.35° з. д.) на източното крайбрежие на остров Елсмиър, Канадски арктичен архипелаг;
- залив Ричардсън (67°55′ с. ш. 115°20′ з. д. / 67.916667° с. ш. 115.333333° з. д.) на море Бофорт в западната част на залива Коронейшън;
- нос Ричардсън (68°19′ с. ш. 96°23′ з. д. / 68.316667° с. ш. 96.383333° з. д.) на североизточния бряг на полуостров Аделейд, Северна Канада;
- нос Ричардсън (82°34′ с. ш. 62°55′ з. д. / 82.566667° с. ш. 62.916667° з. д.) на североизточния бряг на остров Елсмиър, Канадски арктичен архипелаг;
- нос Ричардсън (75°32′ с. ш. 105°26′ з. д. / 75.533333° с. ш. 105.433333° з. д.) на източния бряг на остров Мелвил, Канадски арктичен архипелаг;
- нос Ричардсън (68°47′ с. ш. 85°32′ з. д. / 68.783333° с. ш. 85.533333° з. д.) на западния бряг на полуостров Мелвил, Северна Канада;
- остров Ричардсън (65°45′ с. ш. 118°21′ з. д. / 65.75° с. ш. 118.35° з. д.) в югоизточната част на Голямото Мече езеро, Канада;
- о-ви Ричардсън (68°29′ с. ш. 110°55′ з. д. / 68.483333° с. ш. 110.916667° з. д.) в Канадския арктичен архипелаг южно от остров Виктория;
- планина Ричардсън в Северозападна Канада на границата между територия Юкон и Северозападни територии;
- река Ричардсън (устие, 67°54′ с. ш. 115°32′ з. д. / 67.9° с. ш. 115.533333° з. д.) в Северна Канада, вливаща се в залива Ричардсън.